# Каталан (Гояс)
Каталан (порт. Catalão) — муниципалитет в Бразилии, входит в штат Гояс. Составная часть мезорегиона Юг штата Гойас. Входит в экономико-статистический микрорегион Каталан. Население составляет 75 623 человека на 2007 год. Занимает площадь 3777,652 км². Плотность населения — 19,0 чел./км².
Праздник города — 20 августа.

## История
Город основан 30 апреля 1833 года.

## Статистика
- Валовой внутренний продукт на 2005 год составляет 2 538 840 000,00 реалов (данные: Бразильский институт географии и статистики).
- Валовой внутренний продукт на душу населения на 2005 год составляет 35 974,00 реала (данные:[Бразильский институт географии и статистики).
- Индекс развития человеческого потенциала на 2000 год составляет 0,818 (данные: Программа развития ООН).

## География
Климат местности: горный тропический. В соответствии с классификацией Кёппена, климат относится к категории Cwa.

## Галерея

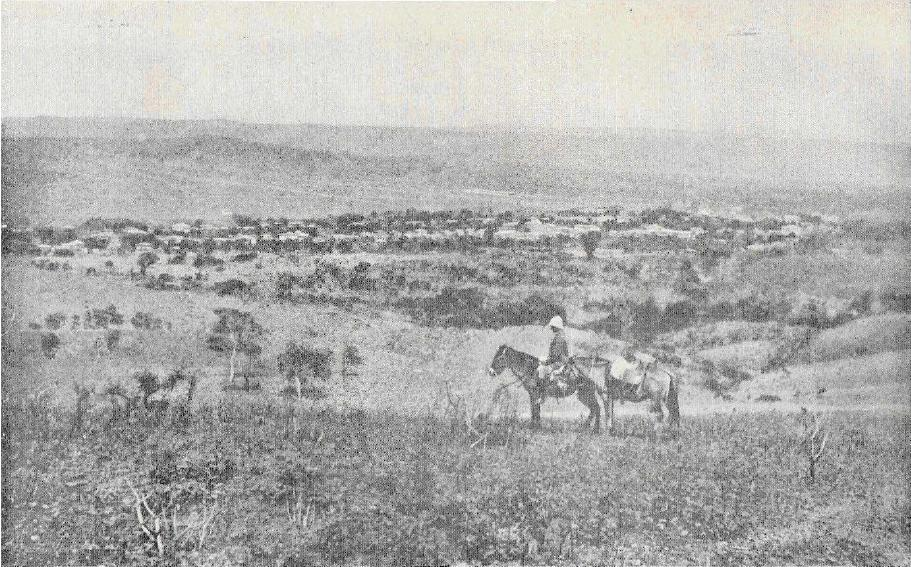
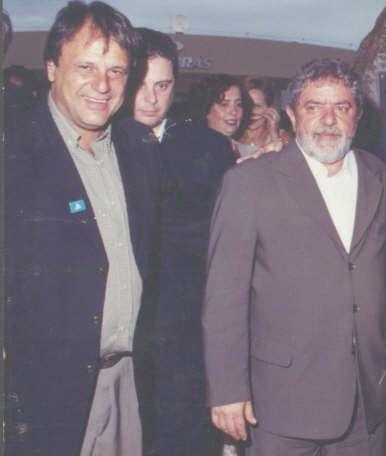
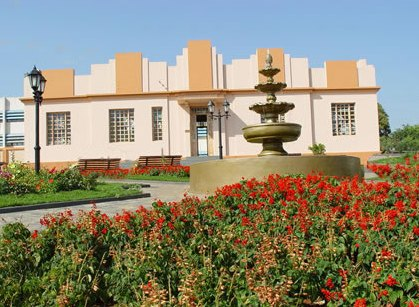
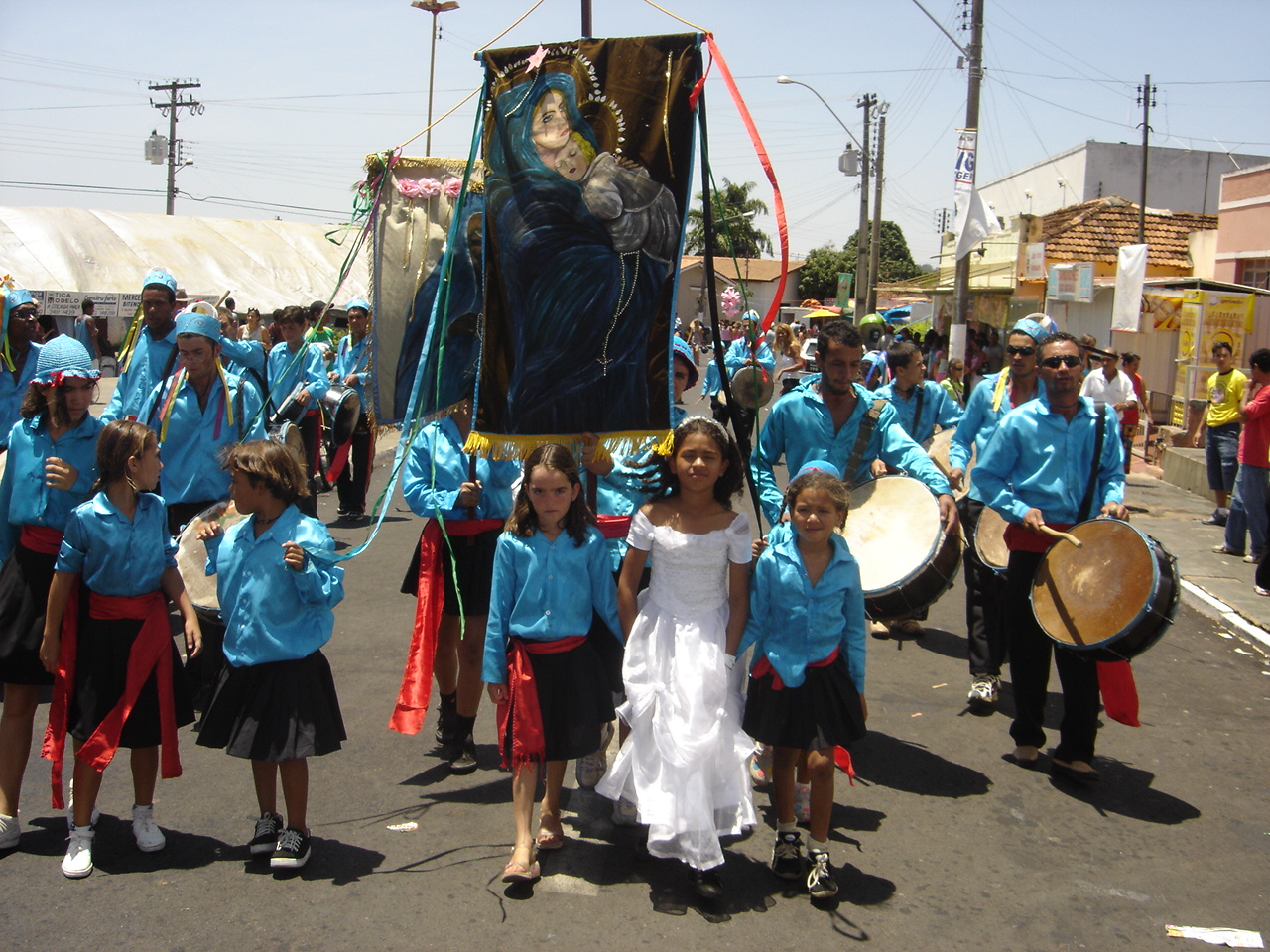
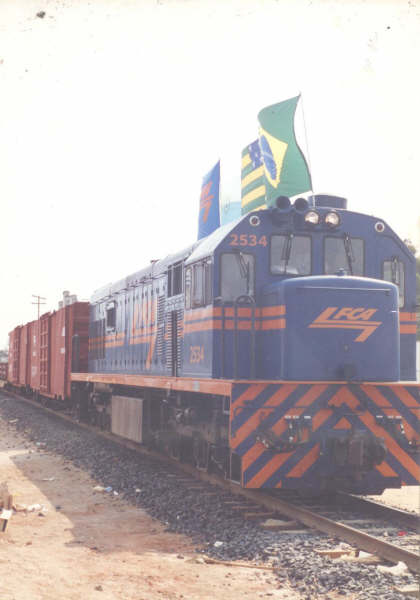
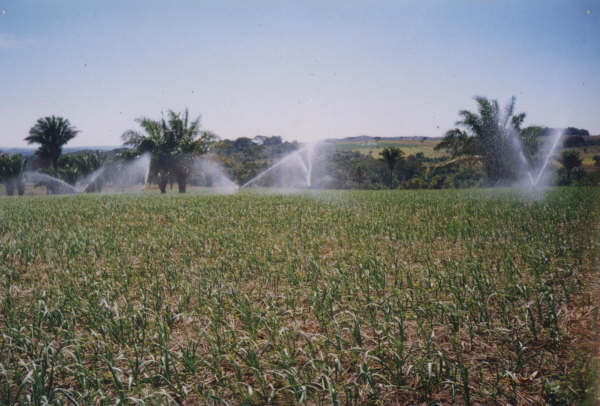
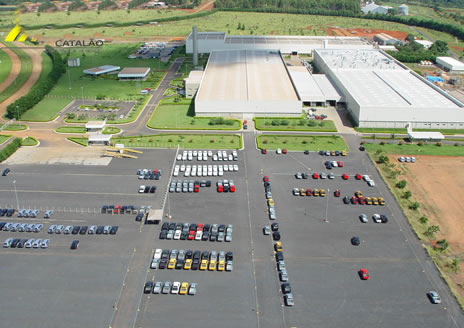
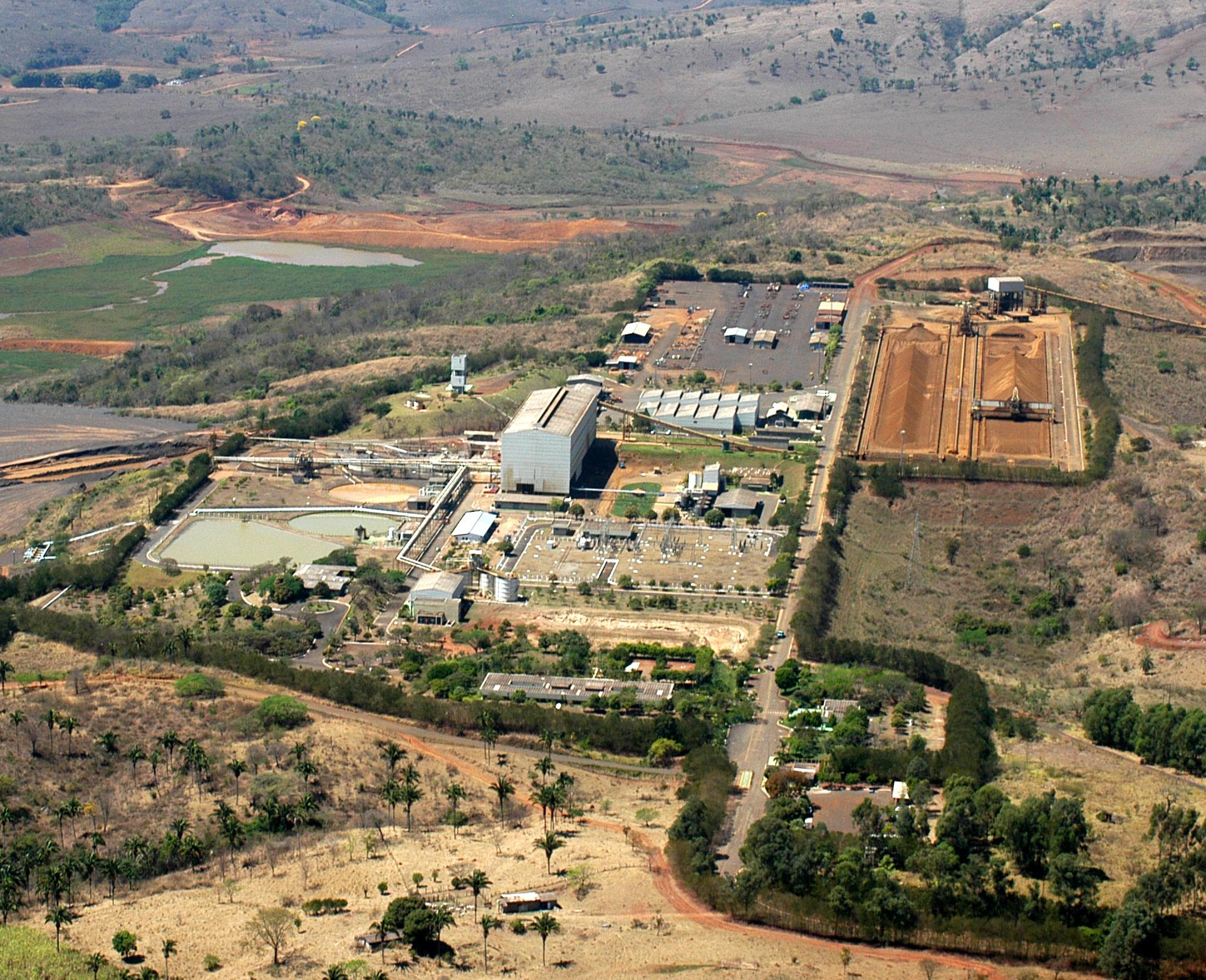
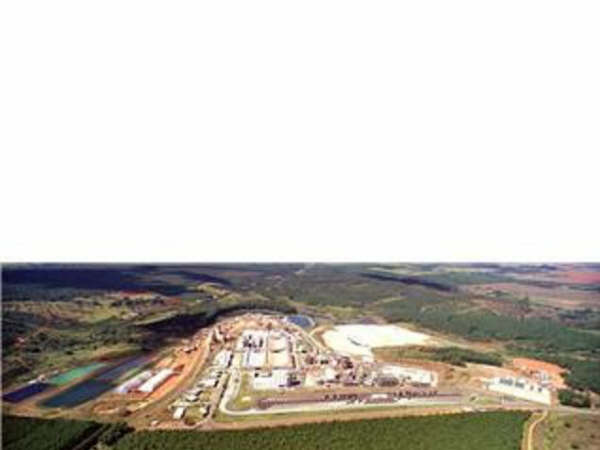
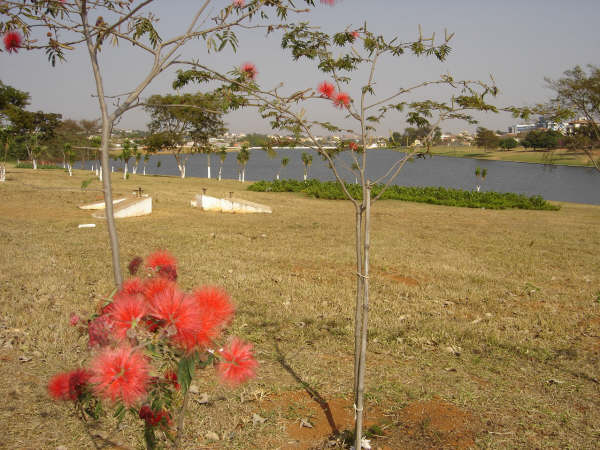
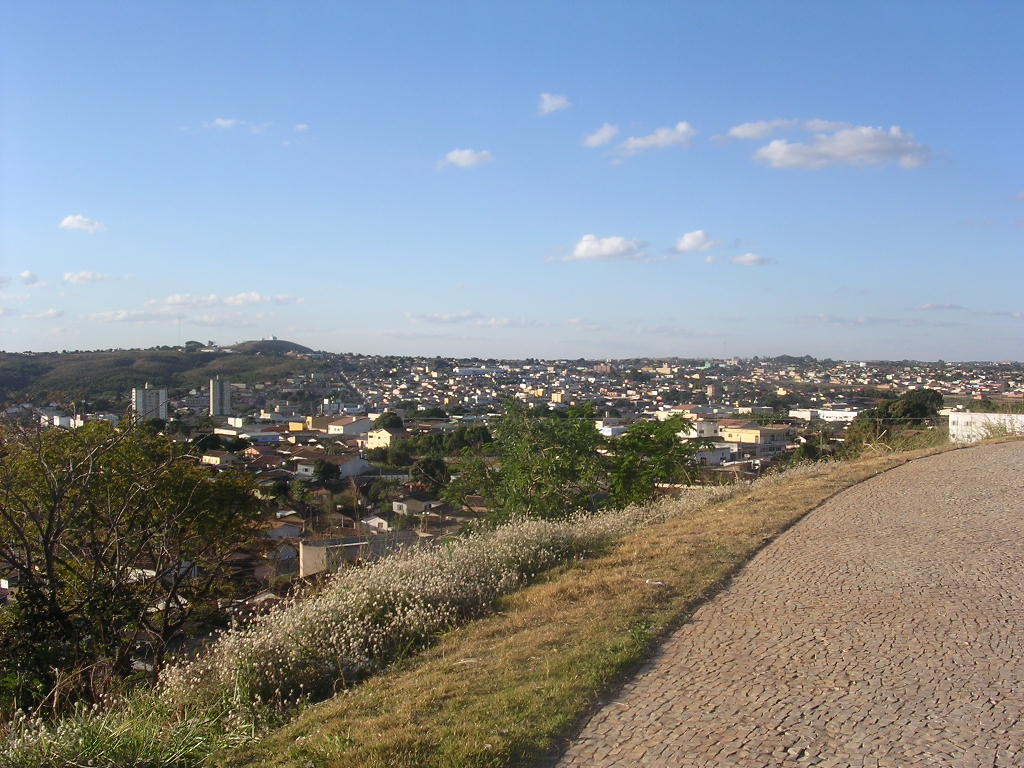
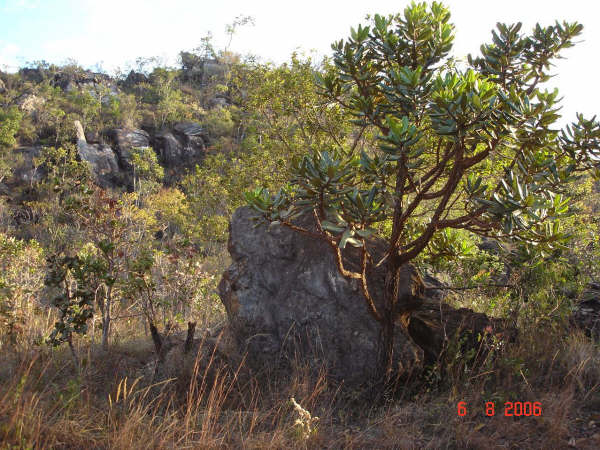
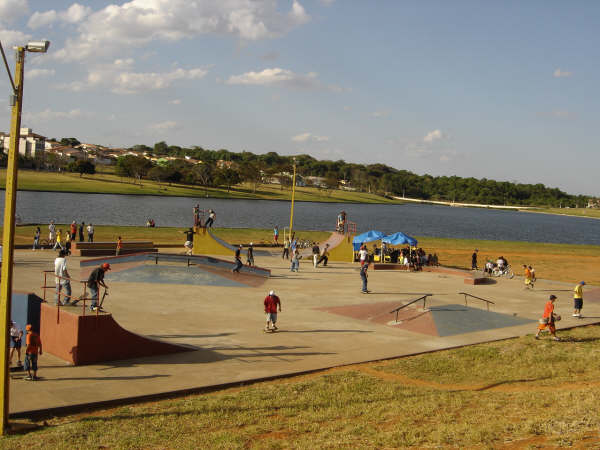
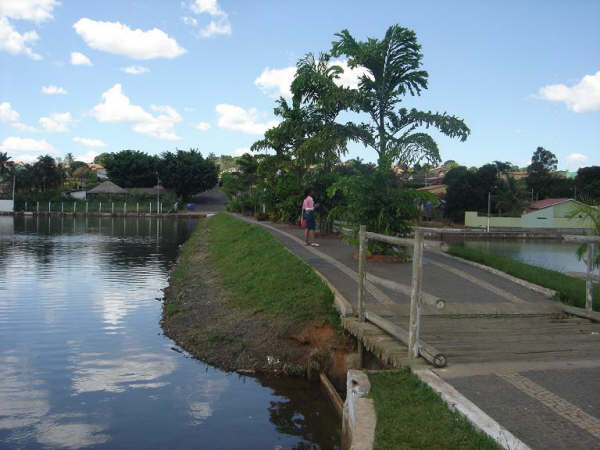
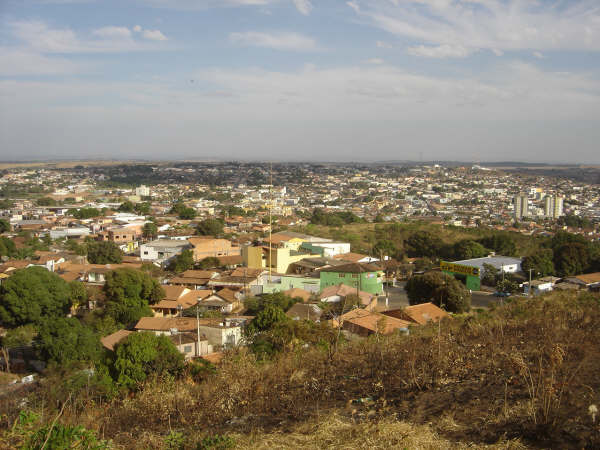
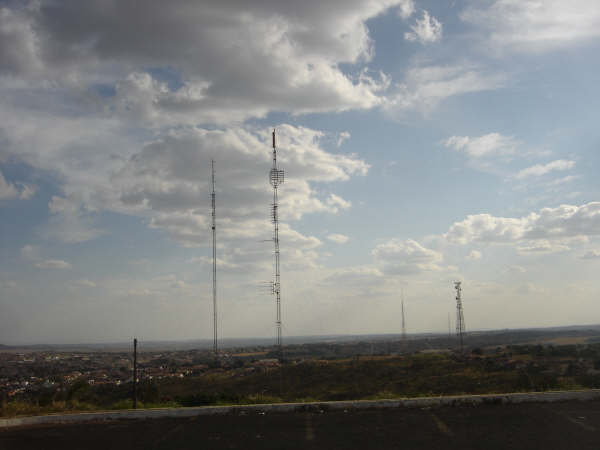